# Hyatt Regency Portland
Hyatt Regency Portland (hay Hyatt Regency Portland tại Trung tâm Hội nghị Oregon) là một tòa nhà cao tầng và khách sạn ở Portland, Oregon, Hoa Kỳ. Khai trương vào tháng 12 năm 2019, khách sạn nằm trên Phố Đông Bắc Holladay tại Đại lộ 2, trong Quận Lloyd, đối diện với Trung tâm Hội nghị Oregon. Khách sạn cũng có không gian hội nghị rộng 39.000 bộ vuông.

## Lịch sử
Các hoạt động đã bị đình chỉ vào tháng 3 năm 2020 do hậu quả của đại dịch COVID-19. Vào tháng 10 năm 2020, công ty Hyatt vẫn đang quyết định thời điểm mở cửa lại cơ sở này.